# Eli Manning
Elisha Nelson "Eli" Manning (* 3. ledna 1981, New Orleans, stát Louisiana) je hráč amerického fotbalu nastupující na pozici Quarterbacka za tým New York Giants v National Football League. Tým New York Giants dovedl k vítězství v Super Bowlu v roce 2008 a 2012.
Byl draftován týmem San Diego Chargers v roce 2004 jako celková jednička Draftu NFL. Již před draftem však veřejně prohlásil, že pokud bude San Diegem draftován, hrát za ně nebude. Byl proto vyměněn do New York Giants.
NFL hrál i jeho otec Archie Manning a starší bratr Peyton Manning, který byl hvězdou týmu Denver Broncos, než po Superbowlu 50 ukončil kariéru.